# Ascidia conchilega
Ascidia conchilega is een zakpijpensoort uit de familie van de Ascidiidae. De wetenschappelijke naam van de soort is voor het eerst geldig gepubliceerd in 1776 door de Deense zoöloog Otto Friedrich Müller.

## Beschrijving
Ascidia conchilega is een zittende, solitaire zakpijp die tot 6 cm lang wordt en groenachtig van kleur is. Het heeft een langwerpig, ovaalvormig lichaam dat geleiachtig van structuur is. De gehele lengte van de linkerkant van het lichaam is bevestigd aan de ondergrond. Het lichaam heeft een grote dorsale knobbel met een hoefijzervormige opening en twee onopvallende sifo's; een orale sifo (instroomopening) en een langere atriale sifo (uitstroomopening) die zich op ongeveer twee derde van de lichaamslengte van de orale sifo bevindt. De orale sifon is omgeven door zes tot acht rode, ronde lobben, terwijl de atriale sifon is omgeven door zes gelijke lobben.
De binnenkant van de orale sifo bevat een ring van tentakels en is verbonden met een grote vertakte holte. De kieuwholte is geperforeerd met rijen stigmata en draagt kleine, onregelmatige papillen aan de rechterzijde van de dorsale lamina. Het hele lichaam is omgeven door een dunne, doorschijnende, kraakbeenachtige mantel die een glad buitenoppervlak heeft met kleine, ruwe uitsteeksels en waaraan stukjes schelp zijn bevestigd.

## Ecologie
Ascidia conchilega is een filtervoeder. Individuen van deze soort zijn hermafrodiet; de voortplanting vindt plaats via eieren die uitwendig worden bevrucht. Uit deze eieren komen kikkervisjesachtige larven, ongeveer 0,1 cm lang, die zich op het substraat nestelen waarna ze de metamorfose ondergaan naar hun volwassen vorm. Deze soort lijkt op Ascidia mentula die groter is, een glad oppervlak heeft en een grijs tot roze gekleurde, dikke mantel.

## Verspreiding
Ascidia conchilega komt wijdverbreid voor in Noordwest-Europa, van de Faeröer en West-Noorwegen tot de Middellandse Zee. Het wordt gevonden vanaf laag water tot een diepte van minstens 1000 meter. Deze soort hecht zich aan harde ondergrond, zoals stenen en schelpen, maar ook aan de houvast van verschillende algen. Daarnaast gedijt het ook aan de onderkant van rotsen in getijdepoelen.